# Sub Pop
Sub Pop — американська музична компанія, створена 1986 року. Лейбл отримав всесвітню відомість завдяки тому, що провідні гурти першої половини 90-х років, на кшталт Soundgarden та Nirvana, видали на ньому свої дебютні платівки.

## Історія
Фірма Sub Pop спочатку існувала як музичний журнал, який видавався Брюсом Певіттом. Незабаром Певітт організував випуск збірників, які популяризували місцеву музику, першим з яких став Sub Pop 100. У 1987 році він випустив диск під назвою Dry As a Bone сієтлської групи Green River, яка незабаром розпалася на Mudhoney і Mother Love Bone (потім — Pearl Jam). Тут вперше була зроблена спроба з'єднання металу і панк-року. Першою спільною роботою Брюса Певітта і Джонатана Поунімана, колишнього ді-джея та організатора рок-концертів у Сієтлі, став випуск у 1988 році альбому групи Soundgarden Screaming Life. Обидва, і Певітт, і Поуніман, мали досконалий музичний смак і комерційне чуття. Ретельно вивчивши причини успіхів і невдач інших незалежних фірм, вони досить швидко змогли залучити інтерес до сієтлської музики та створити свою фірму.
У 1988 році був створений «Клуб синглів Sub Pop» (Sub Pop Singles Club), завдяки якому його члени могли щомісяця отримувати поштою записи незалежних рок-колективів. Першим синглом став Love Buzz, випущений «Нірваною» у листопаді того ж року. Служба закрилася в 1993 році та знову була запущена в 1998 році вже під назвою Singles Club V.2. Остаточно припинила своє існування в 2002 р.

## Артисти лейблу
(курсивом виділені колишні артисти лейблу)
- 10 Minute Warning
- 5ive Style
- A Frames
- Afghan Whigs
- All night radio
- Arlo
- Babes in Toyland
- Band of Horses
- Baptist Generals
- Bareminimum
- Beachwood Sparks
- Beat Happening
- Big Chief
- Billy Childish
- Blood Circus
- Boyd Rice
- Bright Eyes
- Broken Girl
- Cansei de Ser Sexy
- Cat Butt
- Chad VanGaalen
- Chappaquiddick Skyline
- Chemistry Set
- Chixdiggit
- Chris and Carla
- Codeine
- Combustible Edison
- Comets on Fire
- Cosmic Psychos
- Courtney Fortune
- Damien Jurado
- Damon & Naomi
- David Cross
- Dead Moon
- Death Cab for Cutie
- Death Vessel
- Dinosaur Jr
- Dntel
- Earth
- Elevator to Hell/Elevator Through
- Eric Matthews
- Eric's Trip
- Eugene Mirman
- Flight of the Conchords
- Fluid
- Frausdots
- Friends of Dean Martinez
- Fruit Bats
- Gardener
- Gas Huffer
- Gluecifer
- Godflesh
- godheadSilo
- Green Magnet School
- Green River
- Handsome Furs
- Hazel
- Heather Duby
- Hellacopters
- Heroic Doses
- Holopaw
- Hot Hot Heat
- Iron & Wine
- Jale
- Jason Loewenstein
- Jennifer Gentle
- Jeremy Enigk
- Julie Doiron
- Kelley Stoltz
- Kinski
- L7
- Les Thugs
- Lethal Dosage
- Loney, Dear
- Looper
- Love as Laughter
- Low
- Lubricated Goat
- Mark Lanegan
- Michael Yonkers
- Migala
- Modest Mouse
- Mudhoney
- Nebula
- Nightcaps
- Nirvana
- No Age
- Oxford Collapse
- Patton Oswalt
- Pedro the Lion
- Pernice Brothers
- Pigeonhed
- Pissed Jeans
- Pleasure Forever
- Plexi
- Poison 13
- Pond
- Radio Birdman
- Rapeman
- Red House Painters
- Red Red Meat
- Rein Sanction
- The Reverend Horton Heat
- Rogue Wave
- Rosie Thomas
- S*M*A*S*H
- Saint Etienne
- Screaming Trees
- Scud Mountain Boys
- Seaweed
- Sebadoh
- Shiner
- Six Finger Satellite
- Sleater-Kinney
- Sonic Youth
- Soul-Junk
- Soundgarden
- Sprinkler
- Steve Fisk
- Steven Jesse Bernstein
- Sunny Day Real Estate
- Supersnazz
- Tad
- Tall Birds
- The Album Leaf
- The Black Halos
- The Blue Rags
- The Brunettes
- The Catheters
- The Constantines
- The Dwarves
- The Elected
- The Evil Tambourines
- The Fastbacks
- The Go
- The Grifters
- The Gutter Twins
- The Hardship Post
- The Helio Sequence
- The Jesus and Mary Chain
- The Makers
- The Murder City Devils
- The Postal Service
- The Rapture
- The Shins
- The Spinanes
- The Supersuckers
- The Thermals
- The Thrown Ups
- The Tyde
- The Walkabouts
- The White Stripes
- The Wipers
- The Yo-Yos
- Thee Headcoats
- Thornetta Davis
- Tiny Vipers
- Trembling Blue Stars
- Ugly Casanova
- Ultrababyfat
- Vaselines
- Velocity Girl
- Vue
- Wolf Eyes
- Wolf Parade
- Zen Guerrilla
- Zumpano